# Anaphe johnstonei
Anaphe johnstonei är en fjärilsart som beskrevs av Willie Horace Thomas Tams 1932. Anaphe johnstonei ingår i släktet Anaphe och familjen tandspinnare. Inga underarter finns listade i Catalogue of Life.